# J. Horace Round
J. Horace Round est un historien et généalogiste britannique né le 22 février 1854 à Hove, dans le Sussex, et mort le 24 juin 1928 dans la même ville.

## Biographie
John Horace Round est le fils d'un avocat de West Bergholt, dans l'Essex. Par sa mère, il est le petit-fils du poète Horace Smith. Il étudie l'histoire moderne au Balliol College de l'université d'Oxford.
Son domaine de spécialité est l'histoire médiévale. Il produit notamment une traduction en anglais moderne de la section du Domesday Book concernant le comté d'Essex. Il contribue également à plusieurs ouvrages collectifs, dont The Complete Peerage, la Encyclopædia Britannica 1911, le Dictionary of National Biography et la Victoria County History.

## Publications
- 1892 : Geoffrey de Mandeville
- 1895 : Feudal England
- 1899 : The Commune of London
- 1899 : Calendar of Documents Preserved in France
- 1901 : Studies in Peerage and Family History
- 1910 : Peerage and Pedigree: Studies in Peerage Law and Family History
- 1911 : The King’s Serjeants and Officers of State, with their Coronation Services